# Martti Huhtala
Martti Huhtala, né le 12 novembre 1918 à Rovaniemi et mort le 25 octobre 2005 dans la même ville, est un ancien fondeur et spécialiste finlandais du combiné nordique.

## Palmarès

### Jeux olympiques
| Épreuve / Édition | St-Moritz 1948 |
| Combiné nordique  | Argent         |
| Ski de fond 18km  | 10e            |